# Kutbadia
Kutabdia o Kutubdia és una illa de Bangladesh a la costa dels Chittagong Hill Tracts, al costat de l'illa de Maheskhal (Maskhal) amb aparença conjuntament, en general, com els Sundarbans però amb algunes diferències. Quasi abandonada pels atacs per mar dels pirates, al segle xix fou repoblada pels britànics. A l'oest de l'illa es va construir un far a 21° 52′ 30″ N, 91° 53′ 00″ E / 21.87500°N,91.88333°E, únic que van construir els britànics al modern territori de Bangladesh. La superfície és de 91 km² i la població el 1901 era de 10.693 habitants. La capital es diu Kutubdia. El 1983 l'illa fou declarada upzaila del districte del Basar de Cox, i consta al cens de 1991 amb 95.055 habitants.